# Laura Bayfield
Pour les articles homonymes, voir Bayfield.
Pas d'image ? Cliquez ici

a Compétitions nationales et continentales officielles uniquement.

b Matchs officiels uniquement.
Dernière mise à jour le 16 juillet 2025.
Laura Bayfield, née le 5 mars 1999 à Auckland (Nouvelle-Zélande), est une joueuse internationale néo-zélandaise de rugby à XV qui évolue au poste de deuxième ligne. Elle joue avec la franchise de Matatū.

## Biographie
Née le 5 mars 1999 à Auckland, Laura Bayfield pratique durant sa scolarité le netball, le volley-ball et le hockey sur gazon. Elle s'essaie également au rugby à XIII. Elle est capitaine dans le génie de l'armée néo-zélandaise qui lui laisse une grande latitude pour mener sa carrière sportive. Elle ne vient au rugby à XV qu'en 2020, sur les conseils de sa collègue joueuse de rugby à sept Crystal Mayes, et rejoint le Linton Army RC. En 2021, elle s'essaie au rugby à XIII ; elle se casse également une cheville lors d'un raid aventure. Mutée, elle porte ensuite les couleurs de Wairarapa Bush.
Elle fait ses débuts en Farah Palmer Cup en 2022, prêtée par Canterbury à Tasman. Mais après trois matchs, elle subit une rupture des croisés qui met un terme à sa saison.
Puis, elle rejoint l'équipe de Canterbury en 2023. Ses performances lui valent une sélection avec la franchise de Matatū en 2024.
En juillet 2025, elle devient internationale néo-zélandaise, en sortie de banc contre les Wallaroos.

## Palmarès
- Finaliste de la Farah Palmer Cup en 2023 et 2024.
- Finaliste du Super Rugby Aupiki en 2025.